# 劇的な瞬間
「劇的な瞬間」（げきてきなしゅんかん）は2001年7月25日に発売された斉藤和義19作目のシングル。

## 解説
前作から1年半振りのシングル。2001年、斉藤は7月から12月の間に3枚のシングルを相次いで発表した。

## 収録曲
全曲　作詞・作曲・編曲：斉藤和義
1. 劇的な瞬間
2. 黄金のサンダル